# 圣安德肋堂 (科尔多瓦)
圣安德肋堂（Iglesia de San Andrés）是西班牙南部城市科尔多瓦的一座罗马天主教教堂，它是费尔南多三世在13世纪初征服该市后修建的十二座教堂之一。该堂建立于13世纪，在14世纪和15世纪经历了许多改建。 
该堂的亮点是建于1489年的侧门、文艺复兴式样的钟楼，以及巴洛克雕塑家佩德罗·杜克·科尔内霍设计的正祭台。
1985年4月17日，圣安德肋堂被列为西班牙国家古迹